# Cannabis en Somalie
La Somalie, qui souffre de conflits récurrents, a un territoire fragmenté. À Kismaayo, troisième ville du pays et sous contrôle du groupe islamiste Al-Shabbaab, depuis 2008, le fait de fumer du haschisch peut être puni de coups de fouet.